# Superfast & Superfurious
Superfast & Superfurious, conosciuto anche come Superfast & Superfurious - Solo party originali (Superfast!), è un film del 2015 diretto da Jason Friedberg e Aaron Seltzer.
Film parodia che ironizza su alcuni film del franchise di Fast & Furious, prevalentemente il primo, il secondo e il quinto. 

## Trama
Lucas White, un poliziotto sotto copertura, entra nella gang di automobilisti di Vin Serento detto "Torello", allo scopo di avvicinarsi a un cartello di Los Angeles capitanato da Juan Carlos de la Sol. Lucas affronta Torello in una gara automobilistica clandestina dove però perde e inoltre viene catturato, lasciandosi torturare sotto gli occhi di Torello cosi da guadagnarsi la sua fiducia. Il giorno dopo, fingendo di aver picchiato il Detective Hanover, unico a sapere della sua copertura, ed esser riuscito a fuggire, Lucas decide di presentarsi all'officina di Torello con una macchina da 10 secondi e viene assunto a lavorare nell'officina; lì, riesce a frequentarsi con Jordana, sorella di Vins (proprio come nel film originale). I due si recano poi a una gara di ballo per avere il ruolo di "guidatore" per De La Sol e riescono a vincere e a ottenere il tanto ambito ruolo; arrivati con la supercar al magazzino dove si tiene l'incontro con la gang, la valigia si rivela essere una bomba che esplode in faccia a Vins e succede una sparatoria, dove Lucas uccide accidentalmente Hannover. Giunge al caso il Detective Rock Johnson, appassionato di olio per bambini, accompagnato dall'ufficiale Julie Canaro.
Nella supercar rubata da de La Sol, i protagonisti trovano il suo archivio di criminalità e decidono allora di preparare un colpo dal malloppo di 100 milioni di dollari ai danni di Juan Carlos per poi sparire in un altro paese. A tale scopo, la gang inizia a reclutare nuovi membri, che trovano in "Rapper Cameo", "Bel Ragazzo Asiatico" e "Modella Aspirante Attrice". Il piano però inizialmente va male, perché ma al primo tentativo sbagliano strada e giungono in una chiesa dove rapinano per errore un pastore e una suora che portano i soldi da una notte al bingo. Al secondo tentativo, riescono invece a rintracciare un ristorante Taco Bell posseduto da Juan Carlos: Jordana e Michelle entreranno nella cassaforte, l'Asiatico fico e la Modella dovranno ottenere un campione del DNA di Juan Carlos, e Cameo dovrà rinchiudersi in un pacco da spedire vicino alla cassaforte e usare il DNA per aprire la cassaforte e rubare i 100 milioni; quanto a Carties, gli basterà farsi uccidere dalle guardie. Questo piano troppo noioso viene però ignorato e i protagonisti decidono di fare semplicemente irruzione e prendere i 100 milioni, non prima di aver fatto colazione.
La mattina dopo il piano ha inizio e i nostri arrivano al Taco Bell ma vengono sorpresi da degli scagnozzi di Juan Carlos avvisati da Carties; nella sparatoria che segue, quest'ultimo decide di sacrificarsi per salvare Vin. Nonostante l'effetto sorpresa, i nostri riescono con successo a prendere la cassaforte e legarla alle loro auto, inseguiti da de la Sol e il suo scagnozzo Cesar, che però viene sbalzato fuori dal primo dopo un litigio sul cambiamento climatico e in seguito ucciso da Johnson, anche lui all'inseguimento; l'ispettore riesce a fermare anche de la Sol, ma questi riesce a scampare distraendolo con un kit per l'ingrandimento del pene. Udendo poi un'esplosione in direzione del ristorante, Johnson torna a inseguire la gang e arriva a catturare Jordana, rivelandole poi insieme a Vin che Lucas è un poliziotto sotto copertura; tuttavia, Lucas arresta invece Johnson alla macchina di Jordana, con i tre che lo lasciano da solo.
Con i soldi nascosti nei bagagliai, Lucas e Vin si accordano per un'altra gara con in palio la custodia del bimbo in grembo di Jordana. De la Sol però giunge sul posto ed esige che gli vengano restituiti i soldi, salvo poi venire investito da una macchina della polizia guidata da Canaro e Michelle (che hanno iniziato una relazione). Lucas, Vin e Jordana così scappano, con il GPS che li indirizza in un negozio di parrucche con grande fastidio di Vin.

## Distribuzione
Il film ha debuttato in Italia il 5 marzo 2015, mentre negli Stati Uniti è uscito il 3 aprile in coincidenza con la prima di Fast & Furious 7.

## Curiosità
- I personaggi parodici di Dominic Toretto, Mia Toretto e Letty Ortiz hanno il nome dei loro corrispettivi attori, ovvero Vin Diesel, Jordana Brewster e Michelle Rodriguez.
- Per non offendere la memoria di Paul Walker, il personaggio di Brian O'Conner è stato chiamato Lucas White, scherzando in modo ironico sul nome dell'attore Lucas Black, protagonista del terzo film della saga della Universal.
- Il Detective Rock Johnson, chiaramente ispirato a Dwayne "The Rock" Johnson sia nel nome che nell'aspetto, ama cospargersi la pelle di olio per bambini, evidente riferimento a una battuta del personaggio di Roman Pearce in Fast & Furious 6. Inoltre, nell'edizione italiana, il personaggio ha lo stesso doppiatore.